# 大鹿卓
大鹿 卓（おおしか たく、1898年8月25日 - 1959年2月1日）は、日本の小説家、詩人。
愛知県海部郡津島町（現：津島市）生まれ。本名は大鹿 秀三（ひでぞう）。金子光晴の実弟である。
東京府立第一中学校を経て、京都帝国大学経済学部中退、秋田鉱山専門学校卒業。化学教師を務めながら詩を書く。1935年「野蛮人」で『中央公論』懸賞小説二席。1937年「探鉱日記」で芥川賞候補。1942年『渡良瀬川』で新潮社文藝賞受賞。

## 著書
- 兵隊 詩集 （文芸社 1926年）
- 野蛮人 創作集 （巣林書房 1936年）
- 潜水夫 他六篇 （新潮社（新選純文学叢書） 1937年）
- 火薬 （版画荘文庫 1937年）
- 金山 （春陽堂（生活文学選集） 1939年）
- 探鉱日記 （竹村書房 1939年）
- 千島丸 短篇小説傑作集 （人文書院 1939年）
- 都塵 （河出書房（短篇集叢書） 1940年）
- 渡良瀬川 （中央公論社（新作長篇叢書） 1941年）
- 楽章 （協力出版社 1941年）
- 神楽歌 （小学館 1941年）
- 汝を愛す （平凡社 1941年）
- かしはらをとめ （愛宕書房 1942年）
- 我は山の子 （小学館 1943年）
- 母の夢 （三宝書院（三宝文庫） 1943年）
- 三つの恋 （湊書房 1946年）
- 梅花一両枝 （洗心書林 1948年）
- 強く生きた日本の女性 （三笠新書 1955年）
- 谷中村事件 ある野人の記録 （大日本雄弁会講談社 1957年）
- 松の実 歌集 （白玉書房 1963年）

## 復刊
- 野蛮人（日本植民地文学精選集18（台湾編6））（ゆまに書房 2000年9月）
- 大鹿卓作品集（日本植民地文学精選集45（樺太編2））（ゆまに書房 2001年9月）
- 谷中村事件 （新泉社 2009年12月）